# Martin Bühler (Politiker)

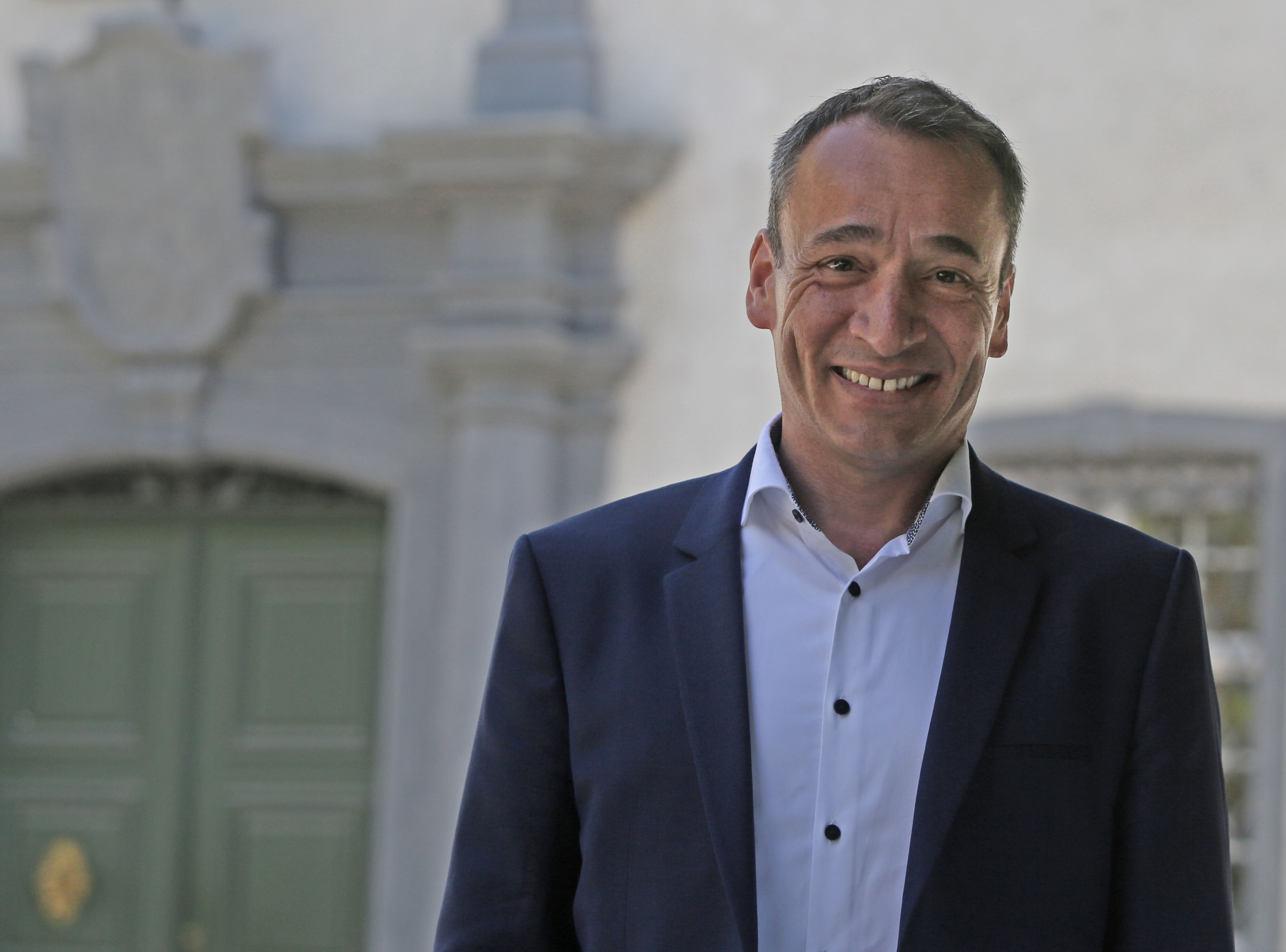
Martin Bühler

Martin Bühler (* 30. August 1976) ist ein Schweizer Politiker (FDP). Er ist Regierungsrat und ab dem 1. Januar 2023 Vorsteher des Departements für Finanzen und Gemeinden des Kantons Graubünden.

## Leben

### Kindheit und Familie
Martin Bühler wurde als jüngeres von zwei Geschwistern (Bruder Peter Theophil Bühler, * 1975) in Zürich geboren und verbrachte einige frühe Kindesjahre im zentralafrikanischen Gabun. Sein Vater, Ueli Bühler, war dort als Arzt im Albert-Schweitzer-Spital in Lambaréné tätig, seine Mutter, Agathe Bühler-Flury, übernahm die Leitung der medizinischen Administration. Den Rest seiner Kindheit verbrachte Martin Bühler in Schiers im Prättigau.
Martin Bühler ist verheiratet, hat drei Kinder und wohnt in Fideris im Prättigau.

### Ausbildung und berufliche Tätigkeit
Martin Bühler erwarb 1997 an der Evangelischen Mittelschule Schiers das Bündner Lehrerpatent. 1998 bis 2008 war er als Primarlehrer an den Schulen Sonnenberg in Thalwil und Rüterwis in Zollikon tätig. Danach wechselte er zum Eidgenössischen Departement für Verteidigung, Bevölkerungsschutz und Sport (VBS), wo er als Projektleiter und wissenschaftlicher Mitarbeiter im Bereich Internationale Beziehungen Verteidigung arbeitete. In dieser Tätigkeit war er auch in Afrika und auf dem Balkan stationiert. Im Jahr 2013 kehrte Martin Bühler nach Graubünden zurück, um an der Pädagogischen Hochschule Graubünden (PHGR) eine Stelle als Dozent anzunehmen und später als Verwaltungsdirektor tätig zu sein.
2016 übernahm er die Leitung des Amts für Militär und Zivilschutz Graubünden (AMZ). In dieser Rolle wirkte er als treibende Kraft hinter der Entwicklung präventiver Testungen während der Corona-Pandemie. Er machte Graubünden damit zum Vorreiter auf einem Weg, der später bundesweit übernommen wurde.

### Militär
Die Rekruten-, Unteroffiziers- und Offiziersschule der Schweizer Armee absolvierte Martin Bühler bei den Grenadieren. In den Jahren 2004 und 2005 leistete er Friedensförderungseinsätze im Nahen Osten (UNTSO) und im Kosovo (KFOR). Seit 2022 ist Bühler Oberst im Generalstab im Stab des Kommandos Spezialkräfte (KSK).

## Politik
Martin Bühler wurde schon früh durch seine Familie politisch geprägt: Seine Mutter Agathe Bühler-Flury (FDP) war 30 Jahre lang in verschiedenen politischen Ämtern tätig, darunter als Schulratspräsidentin der Gemeinde Schiers, während 16 Jahren als Grossrätin für den Kreis Schiers, als Mitglied und 2002 bis 2003 als Präsidentin der Geschäftsprüfungskommission des Kantons Graubünden. 2006 wurde sie vom Grossen Rat (Kantonsparlament) zur Standespräsidentin und damit zur höchsten Bündnerin gewählt. Sie war dabei erst die dritte Frau, die in dieses Amt gewählt wurde. Martin Bühlers Ururgrossvater Peter Theophil Bühler sass ab 1873 für die FDP im Bündner Grossen Rat, Kleinen Rat (Regierung) und schliesslich auch im Nationalrat.
Martin Bühler ist seit 2001 Mitglied der FDP Graubünden. Im Herbst 2021 setzte er sich an der Delegiertenversammlung der FDP im zweiten Wahlgang gegen den Churer Stadtpräsidenten Urs Marti als Kandidat für die Regierung durch. Am 15. Mai 2022 schaffte er mit 28'649 Stimmen – und damit dem zweitbesten Resultat – die Wahl in die Bündner Regierung. Am 1. Januar 2023 übernahm er sein Amt als Vorsteher des Departements für Finanzen und Gemeinden von seinem Vorgänger Christian Rathgeb (FDP).

## Dokumentationen
- SRF Reporter: "Das Coronavirus verunsichert die Schweiz – Unterwegs mit dem Bündner Krisenmanager"[3], Ausstrahlungsdatum: 1. März 2020
- SRF Reporter: "Der Krisenchef – Unterwegs mit Martin Bühler"[4], Ausstrahlungsdatum: 26. April 2020
- SRF Reporter: "Zwei Männer im Kampf gegen Corona"[12], Ausstrahlungsdatum: 28. April 2021
- Qultur: "Status: Bündner"[20], Ausstrahlungsdatum: 25. November 2022